# Lalande-de-Pomerol
Lalande-de-Pomerol ist eine französische Gemeinde im Département Gironde in der Region Nouvelle-Aquitaine. Die Gemeinde mit 631 Einwohnern (Stand 1. Januar 2022) liegt auf einer mittleren Höhe von zehn Meter und verfügt über eine Fläche von 825 Hektar. Ca. 415 Hektar davon sind dem Weinbau gewidmet; der Ort gibt dem gleichnamigen Weinbaugebiet Lalande-de-Pomerol seinen Namen.

## Bevölkerungsentwicklung
| 1962 | 1968 | 1975 | 1982 | 1990 | 1999 | 2007 | 2017 |
| ---- | ---- | ---- | ---- | ---- | ---- | ---- | ---- |
| 519  | 631  | 704  | 723  | 715  | 614  | 683  | 655  |

## Sehenswürdigkeiten
- Kirche Saint Jean-Baptiste

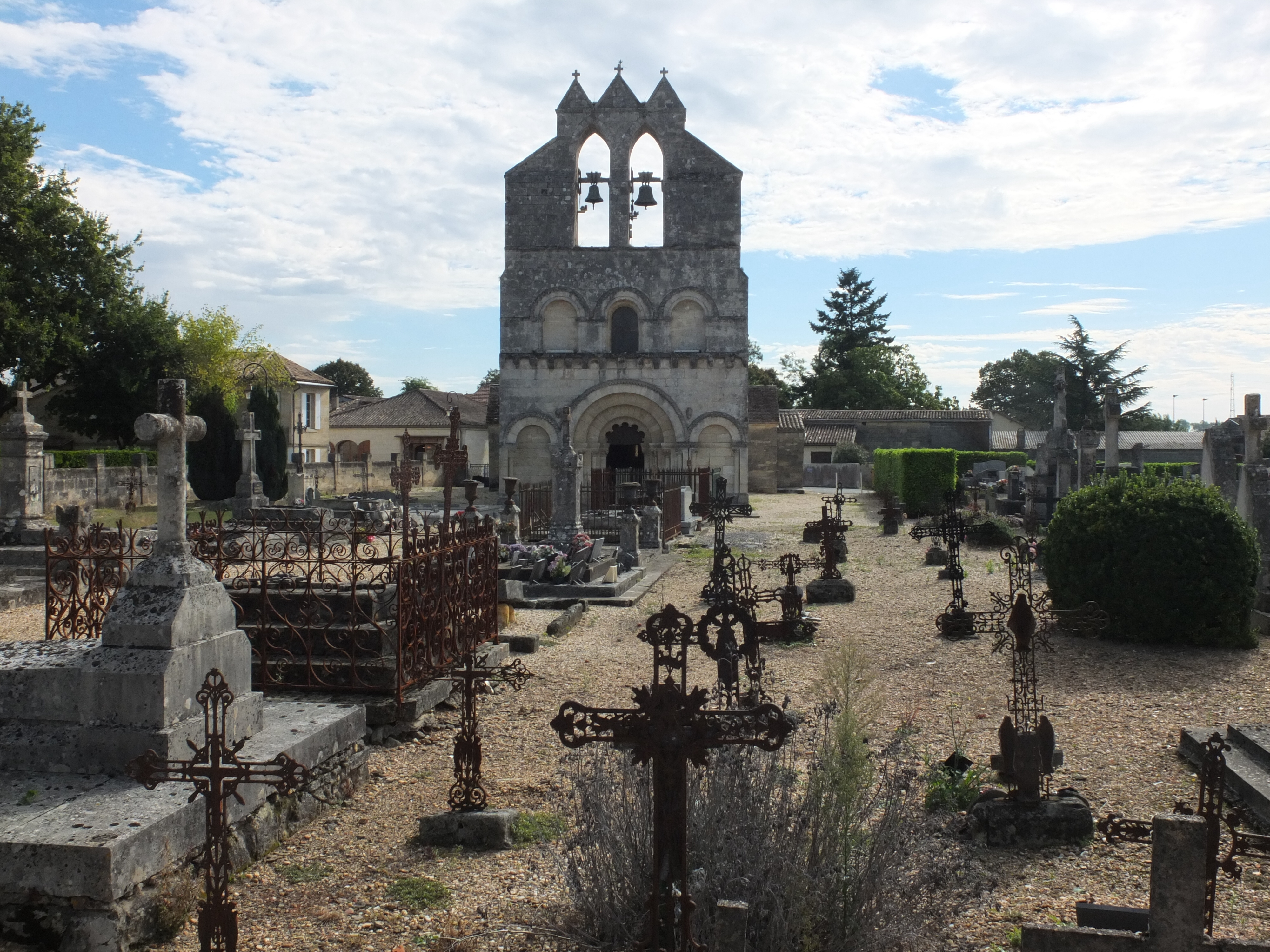
Kirche Saint Jean-Baptiste

Siehe auch: Liste der Monuments historiques in Lalande-de-Pomerol